# Судебная энтомология

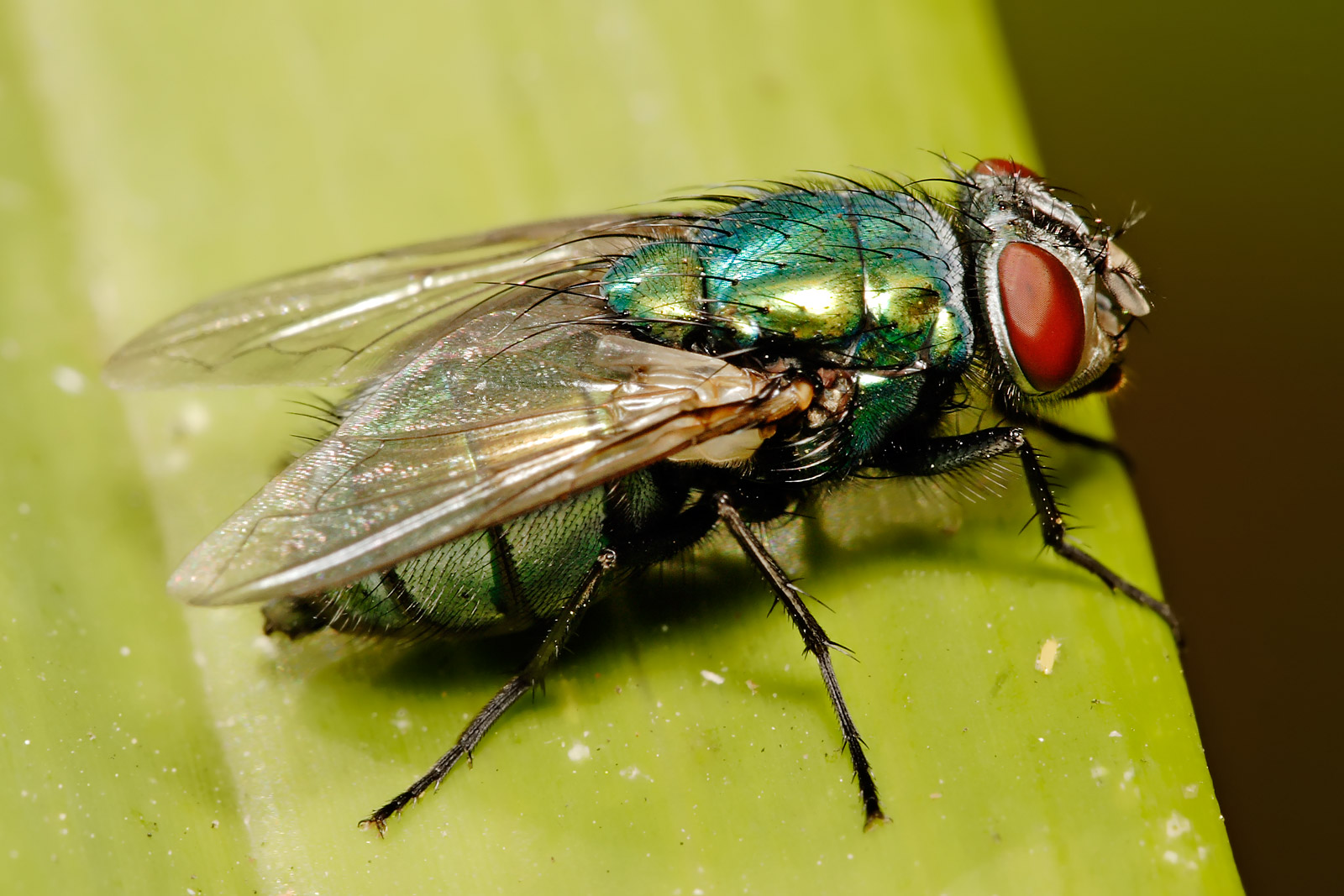
В XIII веке, на заре судебной энтомологии, в Древнем Китае использовали мясных мух при решении дел об убийствах

Суде́бная или суде́бно-медици́нская энтомоло́гия (англ. Forensic entomology) — это раздел судебной медицины и энтомологии, изучающий особенности развития насекомых на трупе и характер вызываемых ими повреждений.

## Общие сведения
Возраст трупа определяется на основе следующей градации появления различных стадий развития мясных мух на нём: 
- до 4 часов — нет ни яиц, ни личинок,
- 4—6 ч — 10—12 ч — кладки яиц,
- 24 часа — появление личинок,
- 36 ч — 2—3 суток — 1 неделя — увеличение размеров личинок,
- 2 недели — начало окукливания[1][2][3][4][5].

В настоящее время существуют специализированные общества:
- European Association for Forensic Entomology,
- North American Forensic Entomological Society.

Материалы судебно-медицинской энтомологии широко используются в детективной литературе и фильмах (например, в триллере «Молчание ягнят»). Одна из падальных мух — Cochliomyia hominivorax — описана в бестселлере Мэтью Перла «Дантов клуб».

## История
Судебная энтомология имеет давнюю историю, уходящую корнями в Древний Китай. Её зарождение связано с именами китайского медэксперта Сун Цы (1186—1249), итальянского натуралиста Франческо Реди (1626—1697) и французского врача en:Louis François Etienne Bergeret (1814—1893).
- Энтомология судебно-медицинская в Древнем Китае. В труде по судебно-медицинской экспертизе эпохи династии Сун (960—1279) «Записки о смытии обиды»[кит.], опубликованном Сун Цы в 1247 г., в параграфе 5 второго цзюаня[7][8] содержится описание самого древнего известного случая использования судебной энтомологии[9][10]. В этом деле был зарезан житель деревни. Расследование установило, что раны были нанесены серпом — инструментом, используемым для срезания риса во время уборки урожая. Этот факт вызвал у следователей подозрение в причастности крестьян, работавших на уборке риса вместе с убитым. Представители следствия собрали у ближайших соседей убитого все серпы (70—80), их положили на землю. Вскоре вокруг только одного серпа собралась масса мясных мух, привлечённая запахом следов крови, невидимых невооружённым глазом. Всем стало очевидно, что владелец этого серпа виновен, и последний признался[7][10].

## Насекомые
Из насекомых могут использоваться:
- мухи (Calliphoridae, Muscidae, Piophilidae, Sarcophagidae, Phoridae, Sphaeroceridae, Fanniidae, Sepsidae, Heleomyzidae, Stratiomyidae),
- жуки (Staphylinidae, Histeridae, Silphidae, Cleridae, Trogidae, Dermestidae, Scarabaeidae),
- муравьи[12] и др.

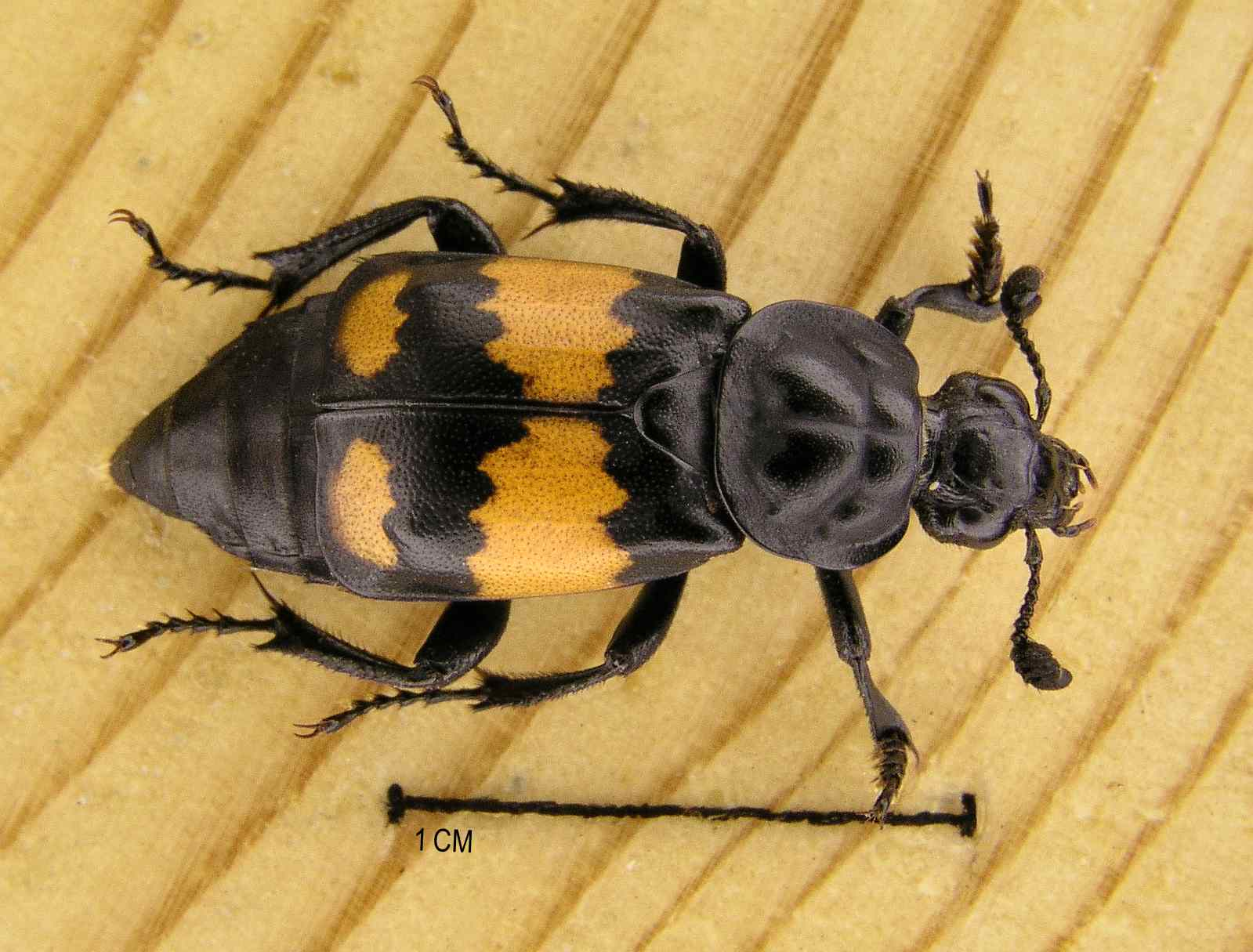
Жуки-могильщики (Nicrophorus)
Падальные мухи (Calliphoridae)
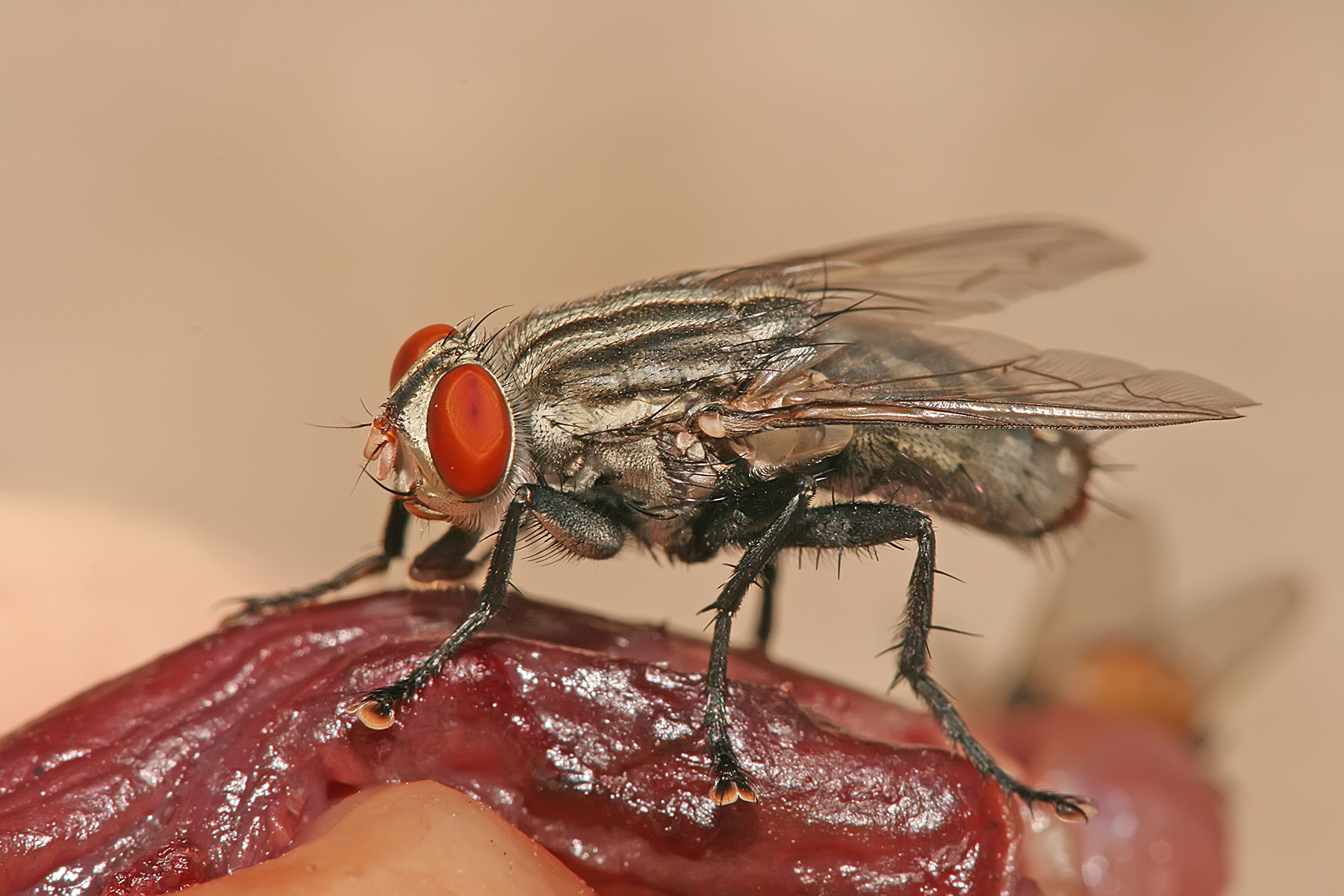
Sarcophaga nodosa

## Методы исследования
В целях определения времени давности смерти (ДС) или времени перемещения трупа (ПТ) используют следующие методы судебной энтомологии: 
- математические методы (метрические и температурные),
- фаунистические методы (таксоно-экологический для ДС, сравнительный для ПТ),
- лабораторного и компьютерного моделирования,
- комбинированные и другие[1].